# جزيرة لابتيفا
```
جزيرة لابتيفا (بالإنجليزية
 
Lapteva Island)
 جزيرة غير مؤهولة في القارة القطبية الجنوبية، تقع على بعد 1 كم قبالة الساحل الشمالي لجزيرة 
أنفيرس
 في 
أرخبيل بالمر
 ، 
أنتاركتيكا
 .
[
1
]
 تمتد بطول 900 م في الإتجاه الشمالي-الجنوبي و 880 م في الإتجاه الشرقي- الغربي.
```

سميت الجزيرة باسم جيرجانا لابتيفا ، عالمة الجيولوجيا التي عملت في قاعدة كليمنت أوهريدسكي في سنة 2006/2007 والمواسم اللاحقة.